# Vuzenica
Vuzenica (em alemão:  Saldenhofen) é um município da Eslovênia. A sede do município fica na localidade de mesmo nome.